# Ма Сяовэй
Ма Сяовэй (кит. 马晓伟, род. декабрь 1959, Утай, Шаньси) — китайский государственный и политический деятель, председатель Государственного комитета по делам здравоохранения КНР с 19 марта 2018 года.
Председатель Китайской медицинской ассоциации с 2015 года и вице-президент Общества Красного Креста Китая.
Член Центрального комитета Компартии Китая 20-го созыва.

## Биография
Родился в декабре 1959 года в уезде Утай, провинция Шаньси.
С апреля 1978 по декабрь 1982 года учился в Китайском медицинском университете, по окончании направлен по распределению в Министерство здравоохранения КНР. В 1982 году вступил в Коммунистическую партию Китая.
С 1982 по 2001 гг. работал на различных должностях, в том числе сотрудником отдела научного образования Минздрава КНР, младшим научным сотрудником, замдиректора и директором Первого филиала больницы Китайского медицинского университета, проректором и секретарём партотделения КПК этого университета, начальником управления здравоохранения провинции Ляонин, секретарём партгруппы КПК данного управления и др.
В октябре 2001 года назначен заместителем министра здравоохранения КНР. После преобразования Министерства в Государственный комитет по делам здравоохранения и планового деторождения КНР продолжал работать в должности заместителя председателя Госкомитета. В мае 2015 года по совместительству занял пост вице-президента Общества Красного Креста Китая, а 15 декабря 2015 года также занял третью должность президента Китайской медицинской ассоциации.
19 марта 2018 года на 1-м пленуме Всекитайского собрания народных представителей 13-го созыва утверждён председателем вновь образованного Государственного комитета по делам здравоохранения КНР, который был создан на замену упразднённому Госкомитету по делам здравоохранения и планового деторождения КНР.